# Lato w Nohant (film 1980)
Lato w Nohant – polski film z 1980 w reżyserii Olgi Lipińskiej. Jest to adaptacja filmowa sztuki pod tym samym tytułem napisanej przez Jarosława Iwaszkiewicza z 1937.

## Aktorzy
- Michał Pawlicki - Fryderyk Chopin
- Anna Polony - George Sand
- Joanna Szczepkowska - Solange
- Jerzy Bończak - Maurycy
- Marek Bargiełowski - Wodziński
- Halina Łabonarska - Rozjerka
- Iwona Biernacka - Augustyna
- Cezary Morawski - Rousseau
- Marek Obertyn - Clesinger
- Krzysztof Stroiński - Fernand
- Bogdan Niewinowski - Jan
- Tatiana Sosna-Sarno - Madelaine